# Igreja de São Pedro (Biscoitos)

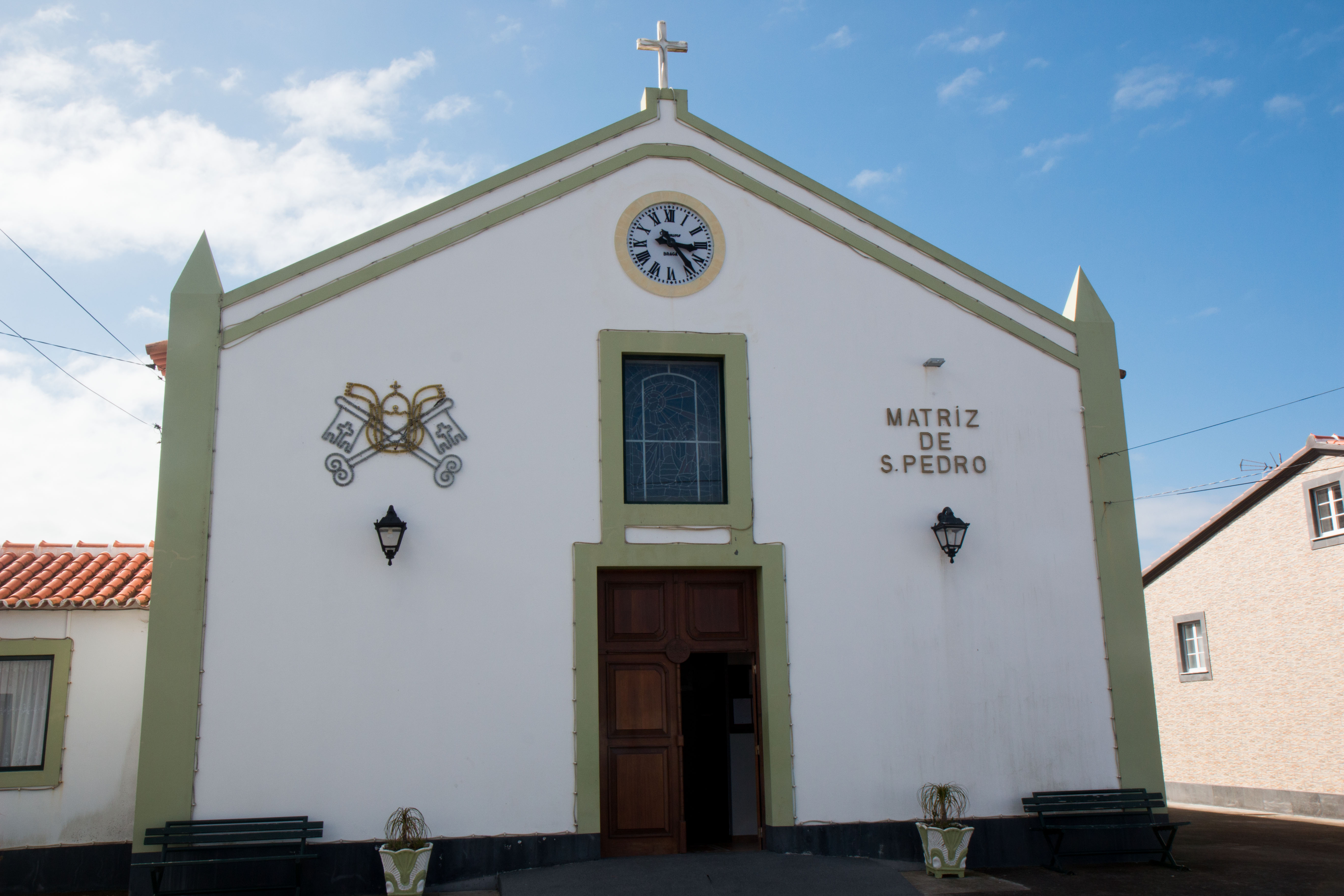
Igreja de São Pedro dos Biscoitos.

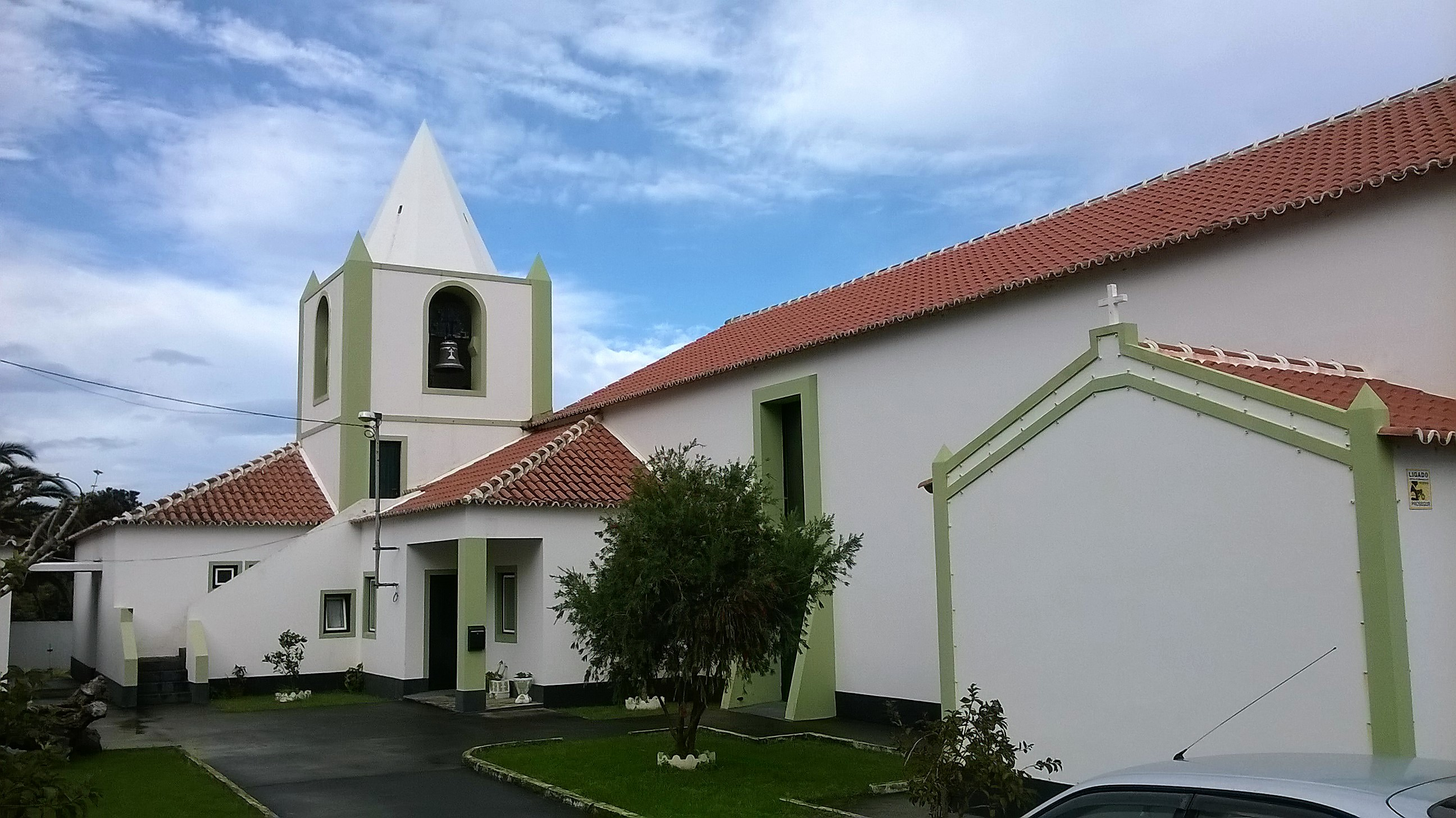
Igreja Matriz de São Pedro dos Biscoitos: alçado lateral; ao fundo, a torre sineira.

A Igreja de São Pedro (ou Igreja de São Pedro do Porto da Cruz, como era denominado o templo antigo destruído pelo terramoto de 1980) localiza-se na freguesia dos Biscoitos, concelho da Praia da Vitória, ilha Terceira, Região Autónoma dos Açores, em Portugal.

## História
O primeiro templo sob esta invocação foi erguido no século XVII, sendo que o atual conserva o primitivo nome da paróquiaː São Pedro do Porto da Cruz.
O terramoto de 1980 causou extensos danos na freguesia, com destaque para o desabamento do antigo templo. Desse modo, pela iniciativa dos paroquianos, deu-se início ao angariamento de fundos destinados à construção de um novo templo, pois dado o estado em que se encontrava o antigo edifício afigurava-se muito difícil, se não impossível, a sua recuperação de forma adequada.
A nova edificação, com projeto do Arquitecto Miguel Pedroso de Lima, foi feita com a inteira participação da população do local de São Pedro dos Biscoitos que mesmo com as suas casas também afectadas pelo acontecimento, puseram a igreja em primeiro lugar e colaboraram com festas, bazares e arrematações, solicitaram apoio de familiares emigrantes e contribuíram com o seu trabalho, tanto na obra propriamente dita como através da criação de gado bovino para posterior venda de forma a obter o dinheiro necessário à construção que se afigurava difícil.
A primeira pedra foi benzida no dia 18 de Julho de 1982 e a sua inauguração aconteceu em Junho de 1983 com a presença do bispo de Angra da altura D. Aurélio Granada Escudeiro.
A capela do baptistério só foi inaugurada e benzida no dia 30 de Setembro de 2007 com dois baptizados e vários crismandos, pela mão do então bispo da Diocese dos Açores, D. António de Sousa Braga.
Das festas tradicionais desta igreja destacam-se: a Procissão de São Sebastião no segundo domingo da Páscoa. A Procissão de velas realizada no mês de Outubro. Missa solene e Procissão em louvor do padroeiro São Pedro, por alturas do Verão. Bodo de São João em que há uma procissão com bênção do pão.

## Lista dos párocos da igreja
- Padre Manuel Gonçalves - 1561 a 1578
- Padre Francisco - 1579 a 1617
- Padre Bernardo Bayão Ávila - 1622 a 1624
- Padre João Botelho de Melo - 1646 a 1680
- Padre André Godinho da Costa - 1680 a 1684
- Padre Valadão Coelho - 1699 a 1715
- Padre Estácio de Melo - 1717 a 1737
- Padre Luís Carvalhal e Silva - 1754 a 1759
- Padre Josá Inácio do Desterro - 1761 a 1778
- Padre Francisco Inácio de Fraga - 1778 a 1780
- Padre António Joaquim Vieira - 1780 a 1788
- Padre José Caetano Antona - 1789 a 1802
- Padre João Alves Pinheiro - 1806 a 1825
- Padre Francisco António de Brum e Oliveira - 1826 a 1863
- Padre Manuel Cardoso Vieira de Ázera - 1863 a 1872
- Padre João Guilherme da Costa - 1874 a 1879
- Padre José Bernardo Mendes (vice pároco)
- Padre José Bernardo Corvelo de Ávila (vice pároco)
- Padre Francisco Machado Vieira Sozinho - 1880 a 1908
- Padre Manuel Joaquim da Rosa do Nascimento - 1911 a 1914
- Padre João Maria Andrade - 1915 a 1926
- Padre José Luís da Rocha - 1927 a 1932
- Padre Aníbal do Rego Duarte - 1932 a 1938
- Padre António da Costa Moules - 1938 a 1959
- Padre Francisco Borges de Ávila - 1959 a 1965
- Padre Manuel Raimundo Correia - 1965 a 1969
- Padre Tibério António de Medeiro Franco - 1969 a 1973
- Padre José Gonçalves Gomes - 1974 a 1979
- Padre José Alves Trigueiros - 1979 a 1991
- Padre José Mota - 1992 a 1997
- Padre Hermínio Mendes - 1997 a 2003
- Padre Ricardo Pimentel - 2003 a 2005
- Padre Abel Ricardo Toste - 2005 a 2006
- Padre Luís Carlos Garcia de Castro - 2006